# Murucututu-de-barriga-amarela
O murucututu-de-barriga-amarela (Pulsatrix koeniswaldiana) é uma espécie de ave estrigiforme pertencente à família Strigidae.
Endêmica no sudoeste do Brasil e áreas adjacentes do Paraguai e Argentina, em zonas de floresta atlântica e mata aberta.
Possui um disco facial castanho, sobrancelhas ocre e branco ao redor do bico. Dorso castanho escuro e cauda com faixas transversais brancas. Tem um colar largo da mesma cor e o ventre é de cor ocre clara (dando origem ao seu nome comum).